# Бун, Рэтлифф
Рэтлифф Бун (англ. Ratliff Boon; 18 января 1781 — 20 ноября 1844) — 2-й губернатор Индианы.

## Биография
Рэтлифф Бун родился 18 января 1781 года в округе Франклин, Северная Каролина, в семье Джесси и Кессии Бун. В юном возрасте с родителями переехал в округ Уоррен в штате Кентукки, где закончил начальную школу, а затем учился на оружейника в Данвилле. В 1801 году женился на Делиле Андерсон, у пары родилось семеро детей. В 1809 году Бун переехал в тауншип Бун в округе Уоррик в штате Индиана. Административный центр округа позже был назван в его честь Бунвилл. С началом англо-американской войны в 1812 года Бун присоединился к территориальному ополчению Индианы и дослужился до звания полковника.
В 1813 году был образован округ Уоррик, и губернатор Томас Пози назначил Буна на должность казначея округа. В 1816 году Бун был избран в Палату представителей Индианы на два однолетних срока. За это время он успешно продвинул закон о разделении Уоррика на три отдельных округа. В декабре 1818 года он был избран в Сенат Индианы, но ушёл в отставку. 
17 декабря 1818 года первый вице-губернатор Индианы Кристофер Харрисон подал в отставку после скандала, не оставив преемника. Бун и двое мужчин боролись за эту должность, в итоге победил Бун, набрав 7397 голосов на всеобщих выборах. В 1820 году законодательная власть приняла законы о сокращении популяции волков, предложив премиальное вознаграждение за волчьи шкуры. Бун заработал более семисот долларов, убивая волков, что привело к быстрой отмене этих законов.
В 1822 году он был переизбран вице-губернатором по списку вместе с Уильямом Хендриксом. Когда губернатор Джонатан Дженнингс ушёл в отставку, Бун сменил его и стал вторым губернатором Индианы 12 сентября 1822 года. За своё короткое губернаторство Бун провёл перепись территории, купленной по договору Святой Марии, и выработал рекомендации по созданию округов в регионе. После избрания Хендрикса губернатором Индианы 5 декабря 1822 года, Бун вернулся на пост вице-губернатора. Затем Бун подал в отставку, после победы на выборах в Палату представителей США.
Бун был избран членом Палаты представителей США от 1-го избирательного округа Индианы и работал в Конгрессе с 4 марта 1825 года по 3 марта 1827 года. В 1828 году он снова баллотировался на должность и победил. Он снова работал в Конгрессе с 4 марта 1829 года по 3 марта 1839 года. Находясь в Конгрессе, он был председателем Комитета по общественным землям с 1835 по 1839 год. Он предпринял неудачную попытку переизбрания в 1839 году, потерпев поражение от Оливера Хамптона Смита.
В том же году Бун переехал в Луизиану, штат Миссури. В Миссури он быстро приобрёл популярность и стал яростным противником Томаса Харта Бентона и сторонников рабства в правительстве штата. В 1844 году он снова баллотировался в Конгресс, но заболел и отказался от дальнейшего участия в выборах. Бун умер 30 ноября того же года вскоре после того, как узнал о победе своей партии на выборах. 
Он похоронен на кладбище Ривервью в Луизиане, его сын Бейли Харт Бун позже установил памятник над его могилой.

## Внешние ссылки
- Биография Рэтлиффа Буна из Государственной библиотеки Индианы
- Бун, Рэтлифф (англ.) на сайте Find a Grave
- Бун, Рэтлифф в Биографическом справочнике Конгресса США (англ.)